# گورستان جنتر بور
قبرستان جنتر بور مربوط به سده‌های متاخر دوران‌های تاریخی پس از اسلام است و در شهرستان سرباز، بخش مرکزی، دهستان مورتان، ۳ کیلومتری جنوب شرقی روستای مورتان واقع شده و این اثر در تاریخ ۲۷ اسفند ۱۳۸۶ با شمارهٔ ثبت ۲۲۶۸۴ به‌عنوان یکی از آثار ملی ایران به ثبت رسیده‌است.